# Hieracium cinerellisquamum
Hieracium cinerellisquamum es una especie de planta con flor del género Hieracium, de la familia Asteraceae, orden Asterales.

## Distribución
Hieracium cinerellisquamum se distribuye por Letonia.

## Taxonomía
Fue descrita científicamente por (Litv. & Zahn) R. N. Shlyakov. Fue publicada en Fl. Evropeískoí Chasti SSSR 8: 263 (1989).